# اوبی ورلدفون
اوبی ورلدفون (انگلیسی: Obi Worldphone) شرکت تجهیزات مخابراتی آمریکایی است، که در سال ۲۰۱۴ توسط جان اسکالی تأسیس شد.